# Метонидзе, Гурам Арчилович
Гурам Арчилович Метонидзе (2 октября 1935 года, село Хванчкара, Грузия — 4 июня 2022 года) — грузинский советский государственный и партийный деятель. Член КПСС с 1964 года; член ЦК КПСС (1989—1990; кандидат с 1986). Депутат Совета Союза Верховного Совета СССР 11 созыва (1984—1989) от Грузинской ССР. Народный депутат СССР, член Верховного Совета СССР 12 созыва (1989—1991). Почётный гражданин Тбилиси (1983).

## Биография
Родился в 1935 году. Грузин.
Окончил среднюю школу.
С 1958 года работал на предприятиях Тбилиси.
С 1959 года — бригадир электромонтажников Тбилисского электровозостроительного завода им. В. И. Ленина.